# Терра Мистика
«Те́рра Ми́стика» (лат. «Terra Mystica») — стратегическая игра немецкого стиля для 2-5 игроков от авторов Хельге Остертаг и Йэнс Дрогемюллер. Первая редакция игры издана на немецком и английском языках в 2012 году компанией Feuerland Spiele и позже на других языках. На октябрь 2015 года игра занимает второе место в рейтинге лучших игр сайта BoardGameGeek.

## Игровой процесс
Каждый игрок управляет одной из 14 рас. Все расы отличаются своими уникальными способностями и различными путями развития. Также каждая раса привязана к своей домашней территории и для успешного освоения требуется терраформировать соседние участки, конкурируя с соседними расами.
Игра состоит из шести раундов, во время которых игроки могут выполнять по очереди любое количество действий для улучшения своей расы — заселять свободные земли, улучшать существующие постройки, развивать судоходство либо поклоняться религиозным культам (воды, огня, земли и воздуха).
В игре представлена уникальная механика — использование силы. Сила требуется для активации способностей и для конвертации в ресурсы. Вся сила распределена между тремя сосудами. Когда уровень силы растет, она перемещается с первого сосуда во второй, и только когда первый сосуд пуст, она перемещается со второго сосуда в третий. После использования силы она снова возвращается из третьего сосуда в первый.
Победные очки зарабатываются в течение игры различными действиями. По окончании шестого раунда побеждает игрок с наибольшим количеством победных очков.

## Дополнения
В ноябре 2014 года вышло полноценное дополнение игры под названием Terra Mystica: Fire & Ice. Включает шесть новых рас, два новых типа территории и альтернативные варианты правил игры.
В 2015 году появилось любительское расширение Артефакты, состоящее из бонусных карты для заключительного раунда.
В 2019 году вышло дополнение Terra Mystica: Merchants of the Seas. Дополнение включает в себя новое здание "верфь", надстройку пользовательского планшета, бонусные жетоны раундов и бонусы культов.

## Версии
| Версии игры на разных языках | Версии игры на разных языках | Версии игры на разных языках    |
| Язык                         | Год издательства             | издатель                        |
| ---------------------------- | ---------------------------- | ------------------------------- |
| английский, немецкий         | 2012, 2013                   | Feuerland Spiele                |
| итальянский                  | 2013                         | Cranio Creations                |
| японский                     | 2013                         | Ten Days Games                  |
| польский, чешский            | 2013                         | Bard Centrum Gier, Mindok       |
| нидерландский                | 2013                         | White Goblin Games              |
| английский, французский      | 2013                         | Filosofia Éditions, Z-Man Games |
| китайский                    | 2014                         | Swan Panasia Co.                |
| русский                      | 2014                         | Звезда                          |
| испанский                    | 2014                         | HomoLudicus                     |

## Награды
- 2013 Игра года «Настолкомании» — второе место[5];
- 2013 Nederlandse Spellenprijs — победитель в номинации «Лучшая игра для опытных игроков»[6];
- 2013 Gouden Ludo — победитель[7];
- 2013 Jogoeu User’s Game — игра года для взрослых, первое место[8];
- 2013 международная премия International Gamers Awards - победитель в номинации "Стратегическая игра для нескольких игроков"[9];
- 2013 Deutscher Spiele Preis (нем.) — первое место[10];
- 2013 канадская премия Les Trois Lys — финалист номинации «Лилия для искушённых настольщиков»[11];
- 2013 чешская премия Hra Roku — победитель в номинации «Игра года»[12];
- 2013 французская премия Tric Trac — d’Or (золото) в номинации «Игра года»[13];
- 2014 польская премия Gra Roku — победитель в номинации «Игра года для продвинутых игроков»[14].